# Galictis cuja
Il grigione minore (Galictis cuja (G. I. Molina, 1782)) è un carnivoro della famiglia dei Mustelidi. È comune in gran parte della metà meridionale del Sudamerica.

## Descrizione
Il grigione minore ha all'incirca le dimensioni e il peso di una faina ed è leggermente più piccolo del grigione maggiore (G. vittata), con il quale è strettamente imparentato. Raggiunge una lunghezza totale di circa 44-68 centimetri, di cui da 13,5 a 19,0 spettanti alla coda. Pesa circa 1,2-2,5 chilogrammi.
Ha corpo snello e zampe corte. Il dorso è bruno-giallastro, mentre la parte inferiore del muso sotto la fronte, la parte inferiore del collo e l'addome sono di colore nero. Tra queste due aree si estende una linea chiara che scende lungo la testa e il collo fino alle spalle.

## Distribuzione e habitat
Il grigione minore è una specie comune nella metà meridionale del Sudamerica. Il suo areale comprende il Perù sud-orientale, le regioni occidentali e meridionali della Bolivia, il Cile centrale, il Paraguay, l'Uruguay, l'Argentina e le regioni sud-orientali e meridionali del Brasile. È assente dall'estremità meridionale del continente (Patagonia meridionale e Terra del Fuoco).
Si incontra fino a 4200 metri di altitudine sia in zone ricche d'acqua che in zone aride come il Gran Chaco. Vive in zone caratterizzata da vegetazione rada, così come nelle foreste, nelle praterie e anche nelle aree agricole della pampa.

## Biologia
Il grigione minore si nutre, tra le altre cose, di piccoli mammiferi, uccelli e loro uova, lucertole, anfibi e frutta.